# Landeskriminalamt Mecklenburg-Vorpommern

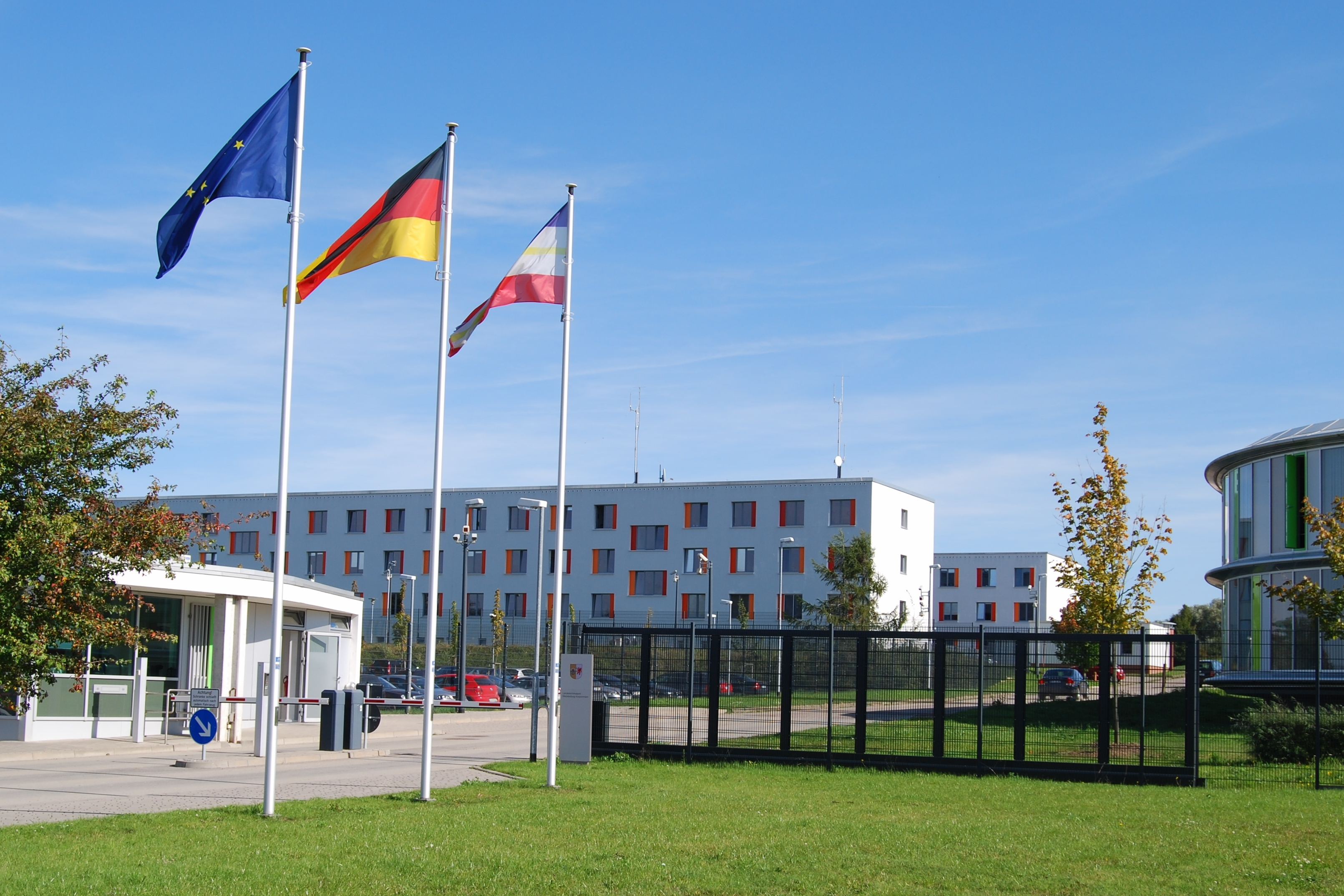
Gelände des Landeskriminalamtes Mecklenburg-Vorpommern

Das Landeskriminalamt Mecklenburg-Vorpommern (Landeskriminalamt MV) ist zentrale Nachrichtensammel- und Auswertestelle und damit Knotenpunkt des kriminalpolizeilichen Informationsaustausches in Mecklenburg-Vorpommern. Zudem ist es die für das Bundeskriminalamt zuständige Landesbehörde im Bereich der Kriminalitätsbekämpfung. Die Behörde wurde am 3. Januar 1992 durch Erlass des Ministeriums für Inneres und Europa des Landes Mecklenburg-Vorpommerns im Geschäftsbereich dieses Ministeriums eingerichtet und dessen Dienstaufsicht unterstellt. Sie hat ihren Sitz in Leezen am Ostufer des Schweriner Sees.
Amtierender Direktor des Landeskriminalamtes MV ist Rogan Liebmann.

## Aufgaben und Organisation
Zu den Aufgaben des Landeskriminalamtes MV gehören
- die Ausübung der Zentralstellenfunktion im Sinne des § 1 (2) BKAG; dazu zählt, ein Kriminaltechnisches Institut vorzuhalten sowie die für die Kriminalitätsbekämpfung bedeutsamen Daten zu sammeln und auszuwerten
- die Unterstützung der Polizeibehörden des Landes MV bei der präventiven und repressiven Kriminalitätsbekämpfung
- die Koordinierung der Kriminalitätsbekämpfung und Erlass der dazu erforderlichen Regelungen (nach Zustimmung durch das Ministerium für Inneres und Europa MV)
- die landesweite Unterstützung der Polizeibehörden im Bereich der Spezialeinheiten
- die zentrale Bekämpfung der Organisierten Kriminalität, der Geldwäsche, der Rauschgiftkriminalität, der Wirtschaftskriminalität, der Cybercrime und der Staatsschutzkriminalität sowie die Durchführung entsprechender Ermittlungen
- die Übernahme von Ermittlungsvorgängen der Polizeibehörden bei gegenseitigem Einvernehmen
- die Fachaufsicht in der Kriminalitätsvorbeugung und -bekämpfung.

Zur Erfüllung der übertragenen Aufgaben beschäftigt das Landeskriminalamt MV rund 500 Mitarbeiter und ist in sechs Abteilungen und einen Stab gegliedert.
- Stab: Vertreter des Direktors; Grundsatz, Controlling, IT
- Abteilung 1: Verwaltung, Recht, Technische Dienste
- Abteilung 2: Ermittlungs- und Einsatzunterstützung
- Abteilung 3: Polizeilicher Staatsschutz
- Abteilung 4: Schwere Kriminalität
- Abteilung 5: Kriminalwissenschaft und -technik
- Abteilung 6: Auswertung/Analyse, Zentrale Informationsdienste, Polizeiliche Prävention

## Geschichte
Mit der Gründung des Landeskriminalamtes MV ist eine Behörde mit komplexen und vielschichtigen Aufgaben gänzlich neu aufgebaut worden. In der Nachnutzung einer bereits vorhandenen, kasernenartig bebauten Liegenschaft waren auf dem Weg in Richtung der heutigen modernen Organisation auf einem ebensolchen Ausstattungsniveau neben den zu bewältigenden organisatorischen Herausforderungen u. a. umfangreiche Investitionen notwendig. Die Modernisierung und Erweiterung der Liegenschaftskapazitäten führten in vielen Einzelschritten zur Zusammenführung von vormals ausgelagerten Dienstbereichen an einem Standort. Zugleich wurden damit die Arbeitsbedingungen deutlich verbessert. Am Beispiel des 2006 eingeweihten Kriminaltechnischen Instituts wird die Moderne ganz besonders deutlich – ein Aufeinandertreffen von Leistungsfähigkeit durch zeitgemäße wissenschaftliche Arbeitsbedingungen mit akkreditierten Qualitätsstandards und einer Architektur, die zudem mit dem Landesbaupreis ausgezeichnet worden ist.
Der Leiter von 1995 bis Ende 2009 war Ingmar Weitemeier. Der Publizist Jürgen Roth warf dem LKA zu dieser Zeit ein ungenügendes Vorgehen gegen die Geldwäsche durch die italienische Mafia in MV vor. Stichhaltige Beweise gab es dafür nicht.

## Kooperationen
In unterschiedlichen Arbeitsfeldern wurden sukzessiv spezielle Kooperationsformen mit anderen Behörden und Institutionen im In- und Ausland aufgebaut und unterhalten, die wesentlich zu einer verbesserten Effizienz bei der Bewältigung gemeinsamer Aufgaben der Kriminalitätsvorbeugung und -bekämpfung beitragen. Exemplarisch seien hier die Gemeinsamen Ermittlungsgruppen Rauschgift und Schleuser (GER MV und GES MV), die Sicherheitspartnerschaft MV, die Mitwirkung im Beratungsnetzwerk Demokratie und Toleranz MV, die Kooperationen mit der Hochschule Wismar und dem Datenverarbeitungszentrum MV oder auch die Beteiligung am Gemeinsamen Terrorismusabwehrzentrum sowie am Gemeinsamen Zentrum der deutsch-polnischen Polizei- und Zollzusammenarbeit in Swiecko (Polen) bis hin zur internationalen Sicherheitskonferenz „Danziger Gespräche“ genannt. Diese Form der Vernetzung setzt sich fort in einer Vielzahl von Präventionsprojekten, die im Landeskriminalamt MV angesiedelt sind.

## Aktuelle Herausforderungen
Die seitens der Behörde zu bewältigenden Aufgaben und Herausforderungen orientieren sich stets auch an aktuellen und sich abzeichnenden Entwicklungen in verschiedensten Phänomenbereichen. So wurden als eines der jüngeren Beispiele u. a. die Einrichtung eines eigenständigen Cybercrime-Dezernates und die Einstellung entsprechender IT-Spezialisten vor wenigen Jahren unabdingbar. Ähnlich verhält es sich mit der Nutzung der sozialen Medien. Mit ihrer wachsenden gesellschaftlichen Bedeutung einhergehend sind im Landeskriminalamt MV bereits frühzeitig Grundlagen für die polizeiliche Nutzung sozialer Medien geschaffen worden, einschließlich eines Facebook-Auftrittes für die gesamte Landespolizei MV, der seit August 2011 vom Landeskriminalamt MV betreut wird.
Verstärkt gefordert ist die Behörde aktuell insbesondere in Fragen der Bekämpfung des islamistischen Terrorismus und in Bezug auf die Entwicklung der neuen Technologien bzw. im Bereich Cybercrime. Ein weiterer besonderer Fokus liegt gegenwärtig auf der Fortschreibung der Behördenziele für das Landeskriminalamt MV. Im Rahmen einer modernen mitarbeiterorientierten Führung gestalten die bereits frühzeitig einbezogenen Mitarbeiter selbst wesentlich die künftige und auch für sie handlungsleitende strategische Ausrichtung ihrer Behörde mit. Im Jahr 2016 hat sich das Landeskriminalamt MV einer Fremdbewertung auf Grundlage des EFQM-Modells unterzogen. Infolgedessen wurde die Behörde von der Initiative Ludwig-Erhard-Preis mit dem Prädikat „Recognised for Excellence 3 Star“ ausgezeichnet, das ihr einen überdurchschnittlichen Reifegrad bescheinigt. Positiv hervorgehoben wurden vor allem die Flexibilität des Landeskriminalamtes MV und die innovative, offene und lösungsorientierte Arbeitsweise.